# 弗洛里安努斯
弗洛里安努斯（Marcus Annius Florianus，？—276年），罗马帝国皇帝，276年在位。

## 生平
275年末，罗马皇帝克劳狄·塔西佗繼位奥勒良。弗洛里安努斯是克劳狄·塔西佗同母异父的弟弟，獲塔西陀指派為近衛軍官，旋即獲命領兵前往潘諾尼亞弭平蠻族叛亂。 276年4月，于卡帕多细亚，塔西陀驟然身故。据史载，他被帝国西部地区的军队拥戴为新的皇帝，但是并没有得到元老院的批准。 最終，弗洛里安努斯完成兄志，克服蠻族。
同时， 普罗布斯獲东部地区的军队拥立为帝。于是罗马又发生内战，从军事实力上来说，弗洛里安努斯要强于普罗布斯，但是普罗布斯是有经验的将领，他避免同弗洛里安努斯进行决战。渐渐地，普罗布斯的军队取得了优势。 276年7月，弗洛里安努斯被自己的部队背叛，在塔尔苏斯被杀。他在位时间只有88天。

### 註腳
1. 1 2  Fik, Meijer. . Routledge. 2004: 102. ISBN 9780415312011.
2. ↑  Guy de la, Bédoyère. . Yale University Press. 2017: 259. ISBN 9780300226270.
3. ↑  Filocalus, Chronograph of 354, Part 16 （页面存档备份，存于）: "Florian ruled 88 days.  He was killed at Tharsus."